# 谷灣號列車
谷灣（日语：／ Mie */?）號列車是由東日本旅客鐵道（JR東日本）營運，行走於盛岡站至宮古站之間的快速列車，途經山田線。
此條目也記載在日本盂蘭盆節和年尾年初才行走的臨時快速列車「故鄉宮古」。

## 運行概況

### 谷灣
盛岡站至宮古站之間需時約2小時。班次方面，上行從宮古前往盛岡的列車設有每日1班，下行從盛岡出發前往宮古的列車設有每日2班。

#### 使用車輛
- KiHa110系柴油動車組（2007年10月21日起）
  - 在2007年10月20日前使用了KiHa58系柴油列車（日语：国鉄キハ58系気動車）與KiHa52形柴油列車（日语：国鉄キハ20系気動車#キハ52形）。
- 全車自由席及為禁煙車廂

#### 停車站

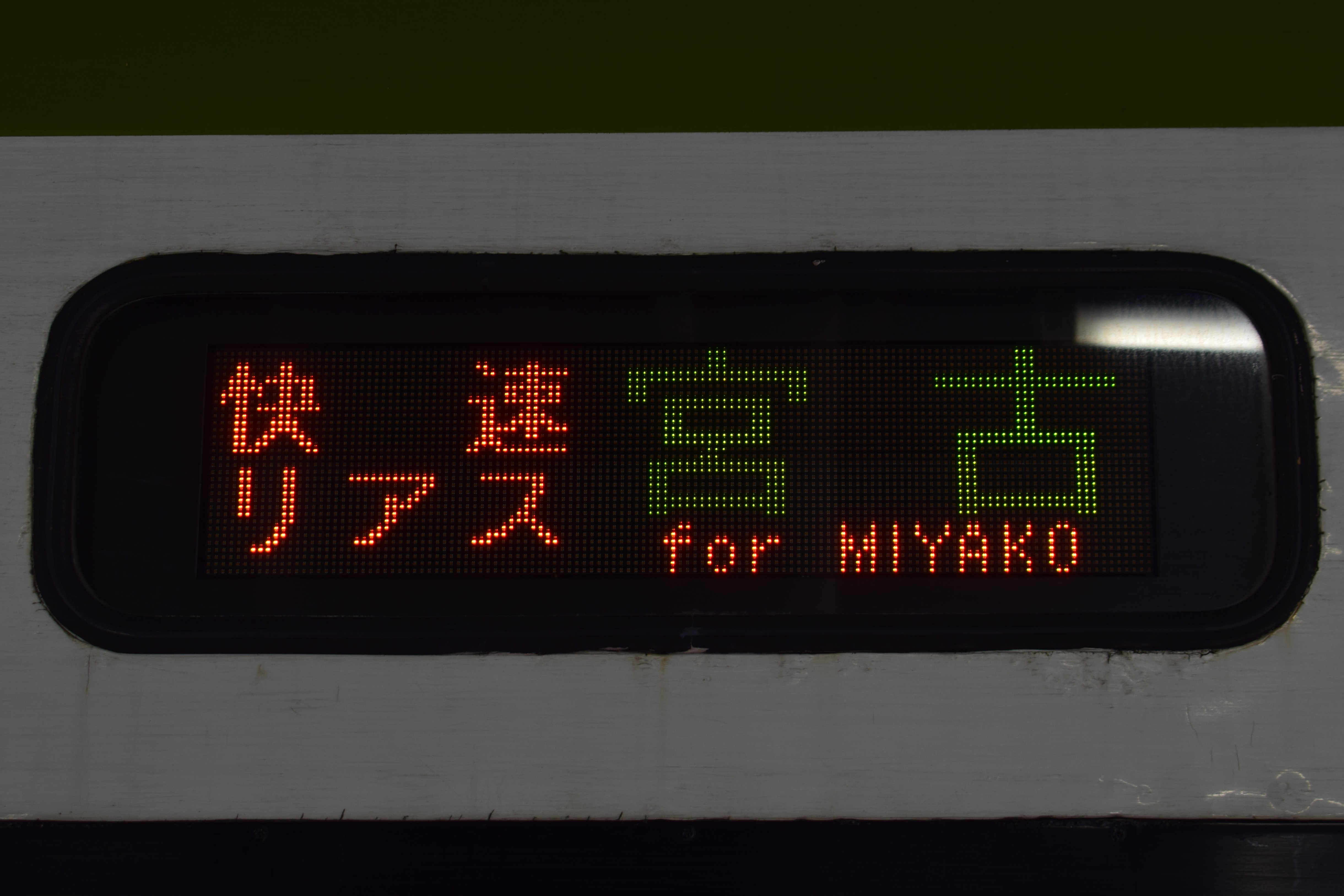
快速谷灣 前往宮古的方向幕

盛岡站 - 上盛岡站 - 山岸站 - 上米內站 - 陸中川井站 - 茂市站 - 千德站 - 宮古站

### 故鄉宮古
基本上「故鄉宮古」只有上下行各一班，上行班次（從盛岡前往宮古）的服務時期為年尾與日本盂蘭盆節前半期，上行班次（從宮古前往盛岡）的服務時期為年初與日本盂蘭盆節後半期。

#### 使用車輛
- HB-E300系柴聯車渡假羅漢柏（日语：リゾートあすなろ）2輛
  - 全車指定席及為禁煙車廂

#### 停車站
盛岡站 - 陸中川井站 - 茂市站 - 宮古站

## 山田線快速型列車變遷
※有關優等列車（急行、特急等）的停車站，參見濱百合號列車。
- 1965年（昭和40年）3月20日：開設行走於盛岡站至釜石站之間的準急列車「谷灣」、「五葉」、「外山」。「五葉」、「谷灣」以3卡編成、「外山」以4卡編成。「五葉」和「外山」連結一等車（日语：1等車）（頭等車廂），「谷灣」沒有連結一等車。
  - 同年10月1日：「五葉」不再連結一等車。
- 1966年（昭和41年）3月5日：「谷灣」、「五葉」、「外山」升級為急行列車。
  - 同年10月1日：「外山」縮短至只有3卡編成，並且不再連結一等車。
- 1982年（昭和57年）11月15日：「谷灣」、「五葉」廢止。「外山」降級為快速列車。
- 1985年（昭和60年）3月14日：再次以「谷灣」的名義，開設行走於盛岡站至宮古站之間的特別快速列車。「外山」廢止。
  - 截至1986年（昭和61年）11月1日時間表修正時的時間表
3642D 盛岡站早上11時38分→宮古站下午1時48分
3623D 宮古站早上6時54分→盛岡站早上8時58分
  - 停車站：盛岡烘 - 上盛岡站 - 陸中川井站 - 茂市站 - 宮古站
- 1998年（平成10年）3月14日：隨著時間表修正，列車開始停靠山岸站[1]。
- 2004年（平成16年）7月17日：開設行走於盛岡站 - 青森站之間（途經山田線、北谷灣線、八戶線）的臨時快速「KiHa58團團北谷灣號」。
  - 7月19日：開設行走於青森站至盛岡站之間（途經山田線、北谷灣線、八戶線）的臨時快速「KiHa58海之日」。
- 2005年（平成17年）7月：開設行走於盛岡站至宮古站之間的臨時快速「KiHa58海之日」。
- 2011年（平成23年）3月11日：「谷灣」受到東日本大地震影響而暫停服務。後來重開時設有1.5往返班次。
- 2019年（平成31年）3月16日：實施時間表修正，所有班次通過區界站。
- 2020年（令和2年）3月14日：實施時間表修正，所有班次開始停靠千德站[2]。

## 注腳
1. ↑  “盛岡・山岸駅に快速3本停車 来年3月からJR”. 岩手日報 (岩手日報社): p.17 (1997年12月20日 朝刊)
2. ↑   (PDF) (新闻稿). 東日本旅客鉄道盛岡支社. 2019-12-13  [2019-12-14]. （原始内容 (PDF)存档于2019-12-14） （日语）.